# 拉讷维尔阿迈尔
拉讷维尔阿迈尔（法語：La Neuville-à-Maire，法語發音：[la nøvil a mɛʁ]）是法国大東部大區阿登省的一个市镇，属于色当区。

## 地理
拉讷维尔阿迈尔（49°34'54"N, 4°51'19"E）面积7.26 平方千米，位于法国大東部大區阿登省，该省份为法国北部内陆省份，西接埃纳省，南至马恩省，东临默兹省，北与比利时接壤。
与拉讷维尔阿迈尔接壤的市镇（或旧市镇、城区）包括：阿尔泰斯勒维维耶、旺德雷斯、谢姆里-谢埃里、塔奈-勒蒙迪约。

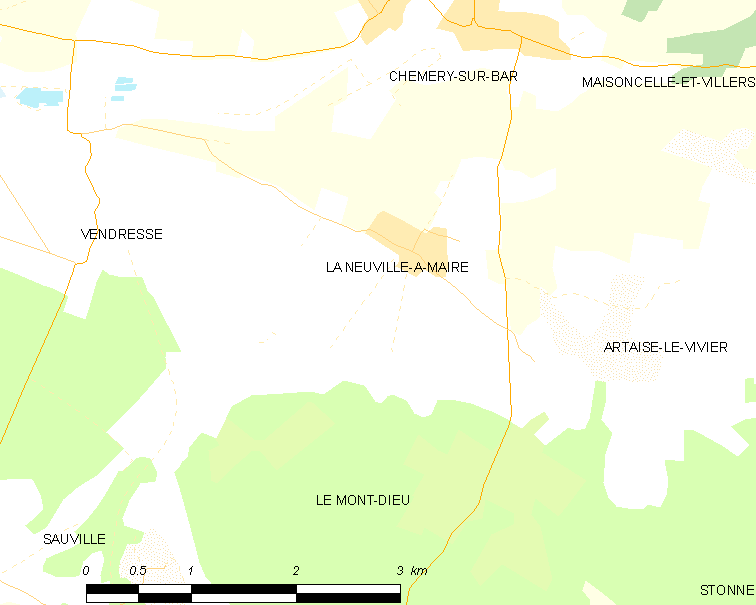
拉讷维尔阿迈尔的OSM定位图

拉讷维尔阿迈尔的时区为UTC+01:00、UTC+02:00（夏令时）。

## 行政
拉讷维尔阿迈尔的邮政编码为08450，INSEE市镇编码为08317。

## 政治
拉讷维尔阿迈尔所属的省级选区为武济耶县。

## 人口

1962-2008年间拉讷维尔阿迈尔人口变化图示

拉讷维尔阿迈尔于2022年1月1日时的人口数量为111人。